# 孟加拉眼鏡蛇
孟加拉眼鏡蛇（Naja kaouthia），又名單眼鏡蛇，是一種在頸部皮褶上有一個圓形斑紋的眼鏡蛇。

## 特徵
孟加拉眼鏡蛇的鱗片光滑，中間有19-21行鱗片。喉嚨淡色，很少有深色斑紋。腹部淡色，或有雲狀斑紋。成年的皮褶上有一個淡色的圓形斑紋，深色的圓心及周界。毒牙不會噴出毒液。牠們全長1.5米，尾巴長23厘米。

## 分佈及棲息地
孟加拉眼鏡蛇分佈在孟加拉、緬甸、柬埔寨、印度東北部、老撾、馬來西亞北部、尼泊爾、南中國、泰國及越南南部。
孟加拉眼鏡蛇棲息在低地林地、山區及農場。牠們有時也會在人煙稠密的地方，如城市及鄉村。牠們活躍於晚間，日間也會出來哂太陽。

## 食性
孟加拉眼鏡蛇會吃多種動物，如齧齒目、蟾蜍、蜥蜴、鳥類及鳥蛋，有時也會吃同類。

## 繁殖
雌性孟加拉眼鏡蛇會生25-45隻蛋。幼蛇出生後就可以獨立。体型大的眼镜蛇 ，人工精心饲养，最高会产80个蛋。

## 毒性
孟加拉眼鏡蛇的毒素含有強烈的神經毒素及細胞毒素。被咬後會出現痛楚及腫脹，嚴重的也會死亡。

## 保育狀況
- 其被列為《瀕危野生動植物種國際貿易公約》附錄二的物種，被限制出口及貿易。
- 本种于2023年被收录入《有重要生态、科学、社会价值的陆生野生动物名录》[2]。

## 外部連結
- TIGR Reptile Database上的Naja kaouthia